# Ted Honderich
Ted Honderich (Baden, Canadá, 30 de enero de 1933-12 de octubre de 2024) fue un profesor de filosofía canadiense. Fue profesor de la cátedra Grote de Filosofía de la Mente y Lógica en el University College de Londres. Fue un filósofo especializado en el libre albedrío, el terrorismo y la filosofía política. Aceptaba un cierto determinismo, ya que las circunstancias determinan las posibilidades de acción de cada persona, pero la libertad radica en el hecho de aceptarlo. Estas posibilidades y la voluntad que empuja a actuar están ubicadas en la conciencia humana y son productos físicos del cerebro, como cualquier otro pensamiento que responde a impulsos eléctricos.
Una vez se elige, hay que juzgar la bondad o maldad de la elección, definida según las consecuencias de esta hacia uno mismo y hacia la sociedad en que se vive. Cada uno tiene la obligación de actuar correctamente y corregir los errores ajenos que llevan hacia una "mala vida" de otras personas; por ello, se justifican las acciones internacionales de intervención en otros países (postura muy controvertida entre otros académicos), pero no como se hizo en la Guerra de Irak,  que fue contraproducente y fomentó el terrorismo.

## Biografía
Honderich nació como Edgar Dawn Ross Honderich el 30 de enero de 1933 en Baden, Ontario, Canadá. Licenciado en Filosofía y Literatura Inglesa en la Universidad de Toronto, con honores, vino al University College de Londres para estudiar con el positivista lógico y profesor de la cátedra Grote A.J. Ayer, donde se graduó con un doctorado en 1968. Desde entonces ha vivido en Inglaterra y se convirtió en ciudadano británico. Después de ser profesor en la Universidad de Sussex, se convirtió en profesor, lector, catedrático y luego profesor de la cátedra Grote en el University College de Londres. Fue profesor invitado en el Centro de Graduados de la City University de Nueva York, Yale y las universidades de Bath y Calgary. Es autor de muchos libros y artículos sobre temas como la conciencia, el determinismo, los qualia, el funcionalismo, los tiempos de las experiencias sensoriales, la intimidad psicofísica, la teoría de la correspondencia de la verdad, la teoría de las descripciones de Russell, el tiempo, la causalidad, Sobre la libertad de Mill, La visión del libre albedrío de John Searle y la defensa de G.A. Cohen de la teoría de la historia de Marx. También ha editado varias series de libros de filosofía.
Ha estado involucrado en controversias por su defensa moral de la violencia política palestina, pese a su justificación de la fundación y mantenimiento de Israel en sus fronteras originales de 1948.
Sus artículos en revistas filosóficas han sido publicados en tres volúmenes por la Edinburgh University Press. Ha aparecido en radio y televisión, es editor de The Oxford Companion to Philosophy, ha escrito una autobiografía filosófica, es presidente del Royal Institute of Philosophy donde inauguró las conferencias anuales publicadas posteriormente como Philosophers of Our Times, y es un asociado honorario de la National Secular Society. Está casado con Ingrid Coggin Honderich.

## Conciencia
La teoría de la conciencia de Honderich en el libro extenso Actual Consciousness y el libro de resumen Your Being Conscious is What? ¿Dónde? reemplaza por completo su filosofía de la mente de A Theory of Determinism: The Mind, Neuroscience and Life-Hopes y el resumen How Free Are You?. La nueva teoría deriva de una base de datos en el sentido de que ser consciente, en sentido figurado, es algo real. Esto plantea, a través de (a) la especulación de que el desacuerdo sobre la conciencia se debe significativamente a una aclaración inicial adecuada del tema en cuestión, y (b) el examen de las cinco ideas principales de la conciencia y las teorías de la conciencia existentes, y (c) una especificación del mundo físico objetivo, en la teoría o análisis totalmente literal de la naturaleza de la conciencia llamada Actualismo. Distingue tres lados de la conciencia: (1) conciencia perceptiva: conciencia en la percepción, (2) conciencia cognitiva y (3) conciencia afectiva. En cada caso, la teoría satisface los dos criterios principales de explicar qué es real y en qué consiste su ser real. En el caso de la conciencia perceptiva, lo que es real es solo un mundo físico subjetivo que existe. Es decir, ser consciente por la percepción es esencial o principalmente un estado de cosas externo al perceptor. Su ser actual es su ser subjetivamente físico, que está especificado. En el caso de la conciencia cognitiva y afectiva, lo actual son las representaciones, internas a la cosa consciente, y su ser actual es su ser subjetivamente físico, a diferencia de los mundos físicos subjetivos. El actualismo argumenta, además, que satisface otros criterios mejor que otras teorías de la conciencia existentes, incluida la subjetividad, la individualidad o la identidad personal, y que es relevante para los deseos de posición humana que son la motivación de las creencias en el libre albedrío frente al determinismo. El actualismo ha sido recibido como una teoría nueva y discutible por filósofos que previamente habían declarado la urgente necesidad de una. Un resumen de la teoría es discutido por otros 11 filósofos en Radical Externalism: Honderich's Theory of Consciousness Discussed, ed. Anthony Freeman, Ed. Imprint.

## Determinismo y libertad
En A Theory of Determinism: The Mind, Neuroscience and Life-Hopes y en el libro de resumen ¿Qué tanto libre eres?, Honderich expone una teoría de la causalidad así como otras conexiones similares a leyes. Esto lo usa para formular tres hipótesis de una filosofía determinista de la mente. Se argumenta principalmente sobre la base de la neurociencia. La claridad del determinismo se contrasta con la oscuridad de las doctrinas del libre albedrío o del origen.
Se examinan las tradiciones filosóficas dominantes durante siglos del determinismo y la libertad, el compatibilismo y el incompatibilismo. Según el primero, el determinismo es coherente con nuestra libertad y responsabilidad moral; según el segundo, es incompatible con ellas. Honderich considera el argumento del compatibilismo de que nuestra libertad consiste en la voluntariedad, hacer lo que deseamos y no ser coaccionados; de ahí su conclusión de que el determinismo y la libertad pueden ir juntos. También examina el argumento del incompatibilismo de que nuestra libertad consiste en el libre albedrío de nuestra elección sin que nuestra elección sea causada; de ahí la conclusión de que el determinismo y la libertad son inconsistentes.
Honderich sostiene que ambos puntos de vista están equivocados, ya que la libertad como voluntariedad y la libertad como origen son fundamentales para nuestras vidas. El verdadero problema de las consecuencias del determinismo no es elegir entre las dos doctrinas tradicionales, sino una más práctica: tratar de renunciar a lo que hay que renunciar, ya que no tenemos el poder de decidir. El rechazo de Honderich de ambas tradiciones ha sido retomado por otros filósofos, muchos de los cuales encuentran decisivas sus críticas.

## Mente y cerebro
La teoría de la unión de la mente y el cerebro de Honderich se defiende en A Theory of Determinism. La Teoría de la Unión considera posible que los eventos conscientes, como nuestras elecciones y decisiones, sean en cierto modo subjetivos pero, sin embargo, sean eventos físicos. Se encuentran en una especie de conexión con los eventos neuronales, a veces conocida como superveniencia de eventos mentales sobre eventos neuronales. Estos pares psiconeurales, como los llama Honderich, son solo efectos de ciertas secuencias causales y son causas de nuestras acciones. 
Este tipo de fisicalismo es un predecesor de la noción de superveniencia y ha sido reemplazado desde entonces en los escritos de Honderich por el casi fisicalismo del externalismo radical. El externalismo radical sostiene que la conciencia perceptiva no tiene una condición nómica suficiente, sino sólo una necesaria en un cerebro. Honderich sostiene que la conciencia reflexiva y afectiva son nuevamente diferentes. También sostiene que esto es consistente con la neurociencia contemporánea, nos rescata del argumento de la ilusión o el cerebro en una tina, y también de las dudosas conclusiones de la teoría de los datos sensoriales y el fenomenalismo.

## El principio de humanidad
Honderich sostiene que el Principio de Humanidad es que lo que es correcto siempre consiste en lo que, según el mejor conocimiento y juicio disponibles, son en realidad pasos racionales, efectivos y no contraproducentes en lugar de pretensiones, con el fin de conseguir y retener a las personas fuera del ámbito de las malas vidas. Las malas vidas se definen como aquellas que están privadas de seis bienes humanos fundamentales: una duración decente de la vida, el bienestar corporal, la libertad y el poder en diversos entornos, el respeto y la dignidad, los bienes de la relación y los bienes de la cultura. 
Es un principio consecuencialista, pero no el principio de utilidad, ni por supuesto la afirmación de que el fin justifica los medios. Honderich sostiene que el principio es fundamental, pero no la totalidad, de una moralidad de la humanidad. Esto, afirma, incluye ciertas políticas de igualdad y desigualdad y ciertas prácticas, una de las cuales es una democracia mejor que la nuestra. Honderich concluye que el Principio de Humanidad está mejor respaldado que cualquier otro tipo de principio moral, sobre la base tanto de la coherencia como de ciertos hechos. Considera que las razones no consecuencialistas no son realmente razones en absoluto, ni, dice, el Principio concede ninguna distinción entre actos y omisiones.

## El bien y el mal internacional, la democracia, el terrorismo
Después del 11 de septiembre, Honderich publicó After the Terror. En primer lugar, el autor establece las premisas de lo que denomina "vidas malas" y "vidas buenas", de quienes viven en África y en países ricos, respectivamente. Con respecto a las malas vidas, Honderich sostiene que nuestras omisiones han tenido como resultado 20 millones de años de posible pérdida de tiempo de vida para una determinada muestra de africanos. También considera la creación de Israel en 1948 y registra lo que describe como la mala vida de los palestinos como resultado de lo que se llama la expansión neo-sionista de Israel desde la guerra de 1967. Honderich pregunta si los que forman parte de las sociedades ricas se equivocan al no hacer nada por las malas vidas. Considera la moralidad natural tanto como nuestras moralidades elaboradas o filosóficas. 
También se consideran perspectivas como el realismo político e ideologías como el liberalismo y el libertarismo, así como lo que Honderich llama "democracia jerárquica". El Principio de Humanidad se utiliza para juzgar nuestra responsabilidad moral por las muchas malas vidas. El Principio también condena las matanzas terroristas del 11 de septiembre como horribles. Los asesinatos no fueron medios racionales para un fin en parte defendible. El posterior ataque de Occidente a Afganistán está excusado. Pero se condena la privación a los palestinos de al menos su libertad en la última quinta parte de su patria, la Palestina histórica. Honderich escribe: "... los palestinos han tenido un derecho moral a su terrorismo tan cierto como el derecho moral, digamos, del pueblo africano de Sudáfrica contra sus opresores blancos y el estado del apartheid".
Honderich afirma que debemos ver el poder de nuestras sociedades como mortal. Los estadounidenses, en primer lugar, debido a su poder único, deben pensar más detenidamente sobre sus acciones. También argumenta que debemos complementar nuestras democracias con las transformaciones de la desobediencia civil de Henry David Thoreau, Martin Luther King, Jr., Bertrand Russell y los ciudadanos Europa del Este que derribaron el muro y pusieron fin a los regímenes del comunismo real subsidiarios de la Unión Soviética.
Su último libro, Humanity, Terrorism, Terrorist War: Palestine, 9/11, Iraq, 7/7 ... comienza preguntando si la filosofía analítica al considerar grandes cuestiones sobre el bien y el mal debería proceder adoptando el derecho internacional, los derechos humanos, la teoría de la guerra justa o similares. Honderich, al encontrar deficientes estos medios de juicio, vuelve a retomar el Principio de Humanidad. El libro justifica y defiende el sionismo, definido como la creación de Israel en sus fronteras originales, pero también reafirma que los palestinos han tenido un derecho moral a su liberación, al terrorismo dentro de la Palestina histórica contra lo que Honderich llama la limpieza étnica del neo-sionismo, el expansión de Israel más allá de sus fronteras originales. Después de una consideración más profunda del 11 de septiembre, hay un análisis de 10 razones de lo que él llama "nuestra guerra terrorista" en Irak. Honderich condena la guerra como moralmente bárbara, dado el asesinato previsto y, por tanto, intencionado de muchos inocentes. Al condenar el ataque terrorista 7/7 en Londres, Honderich considera la importancia del horror para la moralidad. También sostiene que Tony Blair y George W. Bush son amigos y no enemigos del terrorismo. El libro termina con una posdata sobre la acusación de antisemitismo contra los críticos del neo-sionismo - una acusación que Honderich dice que procede del neo-sionismo o al menos algo que no se separa lo suficiente de él.
En enero de 2011, Honderich escribió una carta al Guardian sobre el terrorismo, en respuesta a los detalles publicados sobre el proceso de paz israelí-palestino:

## Castigo
En Castigo: las supuestas justificaciones, Honderich examina y analiza 14 razones tradicionales y retrospectivas para la justificación del castigo por parte del estado. La mayoría tienen que ver con el mérito o la retribución, otros con la anulación o el consentimiento. Todos los encuentra débiles o malos. Honderich argumenta a continuación que la fuerte tradición del castigo debe tener algún contenido o argumento real. Encuentra que el castigo se justifica al dar satisfacción a los deseos de agravio, sin hacer más que satisfacerlos. Esta, concluye Honderich, es la realidad del retribucionismo, pero no puede ser una justificación efectiva del castigo. También se rechaza la teoría del castigo preventiva de tipo utilitarista, porque justifica ciertas victimizaciones. Las teorías mixtas del castigo, que se basan en consideraciones retrospectivas, así como en la noción de prevención, a veces en términos de reforma de los delincuentes, también resultan insostenibles. Se examina la teoría de Robert Nozick en particular. La conclusión de Honderich es que el viejo problema de la justificación del castigo ahora está muerto. Su justificación debe hacerse en términos de sus consecuencias: desalentar o autorizar ciertos tipos de comportamiento. La cuestión crucial es determinar cuáles son. La respuesta de Honderich tiene que ver con el Principio de Humanidad. El castigo está o estaría justificado cuando promueve racionalmente la humanización de nuestras sociedades. Sostiene, sobre la base de esto, que la mayoría de los castigos son de hecho incorrectos.

## Conservadurismo
El libro Conservadurismo de Honderich comienza con una investigación general sobre las distinciones entre el conservadurismo británico y estadounidense. Argumenta que uno tiene que ver con los valores eternos y, por lo tanto, con la reforma más que con el cambio, un punto de vista que sustenta la condena de Edmund Burke a la Revolución Francesa. Otras distinciones tienen que ver con el tipo correcto de pensamiento político y con la naturaleza humana, con doctrinas particulares de incentivos y recompensas, y con ciertas libertades, incluidas las de la propiedad privada. Dadas estas distinciones que diferencian al conservadurismo de otros puntos de vista, Honderich se pregunta qué subyace y qué une a estas distinciones. ¿Cuál es la razón fundamental o el principio subyacente del conservadurismo? La respuesta que da no es solo que la tradición conservadora es egoísta. Su propio interés, argumenta, no lo distingue de otras tradiciones políticas. Lo que lo distingue, concluye Honderich, es que carece de un principio moral para defender su propio interés. Es único en su amoralidad. El conservadurismo se amplió en Conservadurismo: ¿Burke, Nozick, Bush, Blair? de 2005, e incluye la consideración de Honderich sobre si el Nuevo Laborismo británico está realmente en la tradición política conservadora.

## Controversias
Honderich ha estado envuelto en controversias desde la publicación de su libro After the Terror en 2002. Honderich hizo arreglos con Oxfam en Gran Bretaña y el editor de After the Terror, Edinburgh University Press, para que el anticipo de 5.000 libras en regalías se destinara a la organización benéfica, junto con dinero adicional de los editores. El periódico canadiense The Globe and Mail sugirió que Oxfam estaba tomando dinero de un simpatizante del terrorismo, y esta rechazó las contribuciones, por lo que fue juzgado adversamente por los medios británicos. El libro se publicó en una traducción al alemán. Micha Brumlik, director de un centro sobre el Holocausto y profesor de pedagogía en la Universidad de Frankfurt, exigió públicamente que el editor, Suhrkamp Verlag, retirara el libro de la venta. A pesar de la declaración del filósofo Jürgen Habermas, que había recomendado la traducción, de que el libro no era antisemita, fue retirado de la venta. Honderich exigió la destitución de Brumlik de su cátedra, por violación del principio académico. Hubo un gran furor mediático en Alemania. El libro fue retraducido y reeditado por una editorial judía antisionista, Melzer Verlag. Las controversias menores han incluido una imputación de antisemitismo por un periódico estudiantil en Londres, contra la cual Honderich emprendió acciones legales exitosas. También ha habido ataques de los palestinos a la justificación del sionismo por parte de Honderich, incluidas interrupciones de las presentaciones.

## Otros escritos
Honderich escribió varios artículos en los que criticaba el Monismo Anómalo de Donald Davidson y, en particular, objetaba que, en ciertos supuestos, la visión es epifenomenalista. Los artículos se reimprimen en Mental Causation and the Metaphysics of Mind, editado por Neil Campbell. Otros artículos anteriores tratan sobre la teoría de la correspondencia de la verdad de Austin, la causalidad, el tiempo, la teoría de las descripciones de Russell y el ensayo de John Stuart Mill Sobre la libertad. La autobiografía filosófica de Honderich, Philosopher: A Kind of Life, es una imagen personal y general de la vida académica inglesa durante varias décadas. Una enciclopedia editada por él, The Oxford Companion to Philosophy, está en su segunda edición.

## Publicaciones Seleccionadas
- Conciencia actual, Oxford University Press, 2014.ISBN 978-0-19-871438-5 .
- ¿Tu conciencia es qué? ¿Dónde está? , de próxima publicación.
- Externalismo radical: discusión de la teoría de la conciencia de Honderich, Anthony Freeman, Ed., Imprint Academic, 2006.ISBN 1-84540-068-2.
- Humanity, Terrorism, Terrorist War: Palestine, 9/11, Iraq, 7/7 London: Continuum, 2006. ISBN 0-8264-9116-2.
- Sobre el determinismo y la libertad, Edinburgh University Press, 2005.ISBN 0-7486-1841-4.
- Conservadurismo: ¿Burke, Nozick, Bush, Blair?, Pluto Press, 2005. Edición ampliada.ISBN 0-7453-2129-1.
- Sobre la conciencia, Edinburgh University Press, 2004. .ISBN 0-7486-1842-2.
- Terrorism for Humanity: Inquiries in Political Philosophy, Pluto Press, 2004. Edición revisada y retitulada.ISBN 0-7453-2133-X.
- Sobre medios políticos y fines sociales, Edinburgh University Press, 2003. .ISBN 0-7486-1840-6
- Después del terror. Montreal : Prensa de la Universidad de McGill-Queen, 2003.ISBN 0-7735-2734-6. Edición revisada y ampliada.
- ¿Qué tan libre eres? El problema del determinismo . 2ª ed. Oxford : Prensa de la Universidad de Oxford, 2002.ISBN 0-19-925197-5.
- Filósofo: una especie de vida . Londres : Routledge, 2001.ISBN 0-415-23697-5.
- Una teoría del determinismo: la mente, la neurociencia y las esperanzas de vida, Oxford University Press, 1998.ISBN 0-19-824469-X. Republicado en dos libros de bolsillo: Mind and Brain y The Consequences of Determinism
- Tres ensayos sobre violencia política, Blackwells, Violencia política, Cornell University Press, 1976.ISBN 0631170405. Libro original sobre terrorismo, posteriormente revisado en varias ediciones.
- Castigo, las supuestas justificaciones, Hutchinson, Harcourt Brace, 1969,ISBN 0-09-096900-6, varias ediciones posteriores.

## Libros editados
- Philosophers of Our Times, ed., Conferencias anuales del Real Instituto de Filosofía, 2015.ISBN 978-0-19-871250-3.
- The Oxford Companion to Philosophy, Oxford University Press, 1995. Nueva edición 2005.ISBN 0-19-926479-1.
- The Philosophers: Introducing Great Western Thinkers, extractos de The Oxford Companion to Philosophy, Oxford University Press, 1999. ISBN 0-19-823861-4
- AJ Ayer: Writings on Philosophy, 6 volúmenes, Palgrave Macmillan Archive Press, 2005.ISBN 1-4039-1744-2.
- Moralidad y objetividad: un tributo a JL Mackie, Routledge y Kegan Paul, 1985.ISBN 0-7100-9991-6.
- La Filosofía a través de su pasado, Penguin, 1984.
- Philosophy As It Is, coeditado con Myles Burnyeat, Allen Lane, Penguin.ISBN 0-7139-1184-0.
- Fines sociales y medios políticos, Routledge y Kegan Paul, 1976.ISBN 0-7100-8370-X.
- Ensayos sobre libertad de acción, Routledge y Kegan Paul, 1973.ISBN 0-7100-7392-5.

## Artículos
- AJ Ayer, Psychoneural Pairs, Review of A Theory of Determinism, London Review of Books, 19 de mayo de 1988.
- Daniel Dennett, Llegando a un acuerdo con lo determinado, Revisión de una teoría del determinismo, Suplemento literario del Times, 4-10 de noviembre de 1988.
- Harold Brown, Tim Crane, James Garvey, Ted Honderich, Stephen Law, EJ Lowe, Derek Matravers, Paul Noordhof, Ingmar Persson, Stephen Priest, Barry C. Smith, Paul Snowdon, extractos de artículos de 12 filósofos en Radical Externalism, editado por Anthony Freeman, 2006.
- Jonathan Glover, Justificar el castigo, Revisión del castigo, Las supuestas justificaciones, Investigación, 1 de junio de 1970.
- Enoch Powell, Sing a Song of Tories, Prejudiced and Wry, Review of Conservatism, The Independent, 1 de julio de 1990.
- Richard Wolin, ¿Son moralmente defendibles los atentados suicidas? The Chronicle of Higher Education, 24 de octubre de 2003.
- Respuesta a Richard Wolin The Chronicle of Higher Education, 10 de noviembre de 2003.
- Alexander Cockburn, El filósofo mundialmente famoso Honderich, vapuleado con insultos "antisemitas" en Alemania; Habermas y Suhrkamp Cut and Run, CounterPunch, 13 de agosto de 2003.
- Paul de Rooij, Ted Honderich: A Philosopher in the Trenches, CounterPunch, 4 de diciembre de 2002.
- Sobre ser Persona Non Grata para los palestinos, también, CounterPunch, 19/20 de febrero de 2005.
- Paul de Rooij, Why Ted Honderich is Wrong on All Counts, CounterPunch, 28 de febrero de 2005 (respuestas al artículo de Honderich del 19 de febrero de 2005).
- 'Los verdaderos amigos del terror' y 'Sin excusas para el terror', una mirada a dos programas de televisión, con transcripciones
- Catherine Wilson, Review of Philosopher: A Kind of Life, Philosophy, octubre de 2003.
- John Crace, Philosophy with Attitude, entrevista con The Guardian, 22 de marzo de 2003.